# Intel XScale

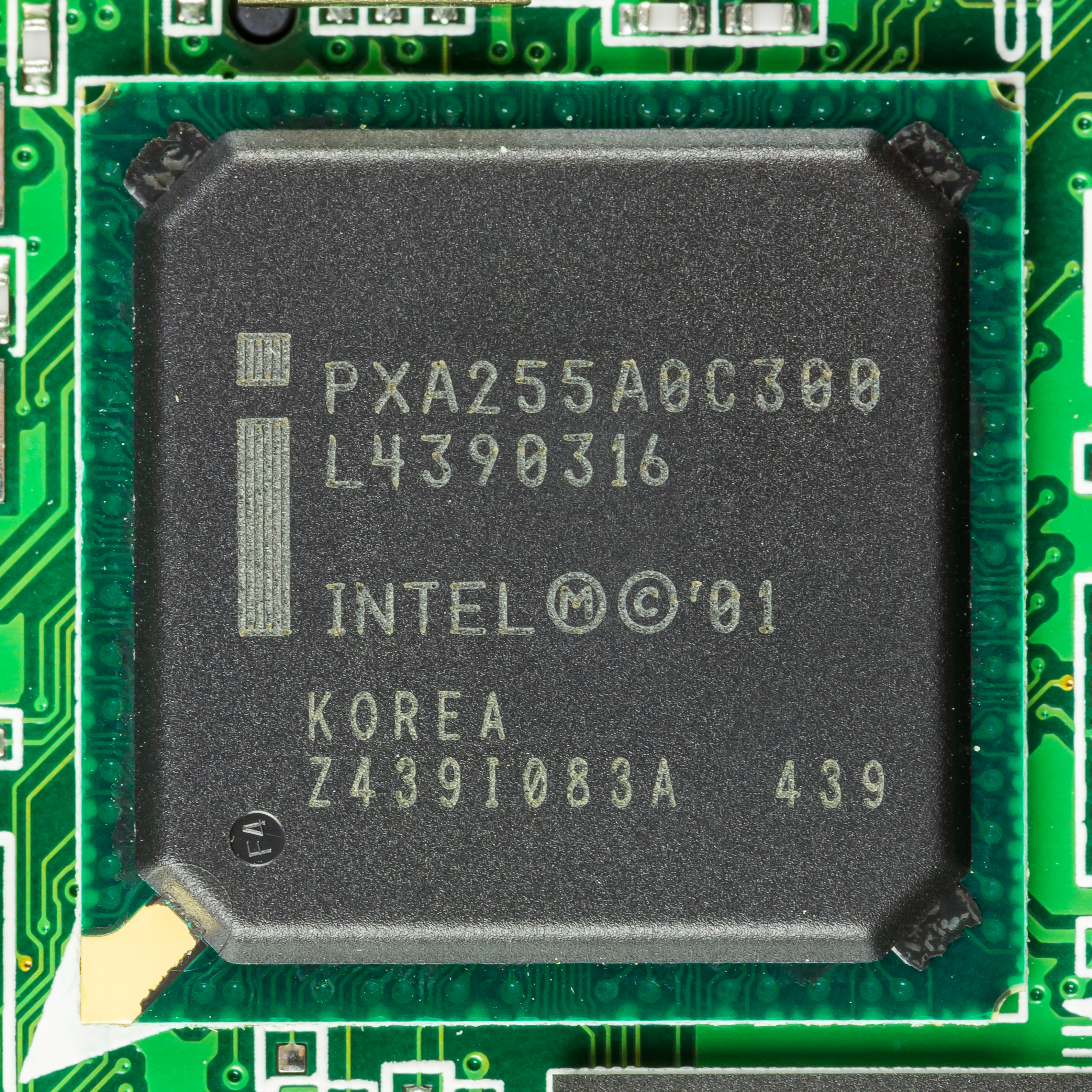
Mikroprocesor Intel XScale PXA-255

XScale – implementacja piątej generacji architektury ARM firmy Intel, oparta na architekturze ISA v5TE.